# Докторска градина
Докторската градина е парк в София между улиците „Оборище“ и „Шипка“. Намира се на гърба на Националната библиотека „Св. св. Кирил и Методий“ и в близост до голяма част от историческите паметници на столицата и държавните институции.
Названието си паркът получава по името на намиращия се в него Докторски паметник, изграден в памет на загиналите медицински работници в Руско-турската освободителна война от 1877 – 1878 г., повечето от които са работили в мисията на Руския Червен кръст и са паднали в сраженията при Плевен, Пловдив, село Мечка и на връх Шипка.
Началото на градината е поставена от швейцарския парков архитект Даниел Неф в периода 1889 – 1891 г, който е поканен да дойде в България и да бъде отговорник по градините в София. През 1896 година се взима решение Докторската градина да стане ботаническата градина на града и тя е официално такава до 30-те години на XX век.

## Докторски паметник
Паметникът е изграден през 1882 – 1884 г. по проект на архитекта от чешки произход Антон Йосиф Томашек. Представлява пресечена четиристенна пирамида, на върха с гранитен саркофаг. Върху четирите страни на изпъкналите камъни са издълбани имената на 531 лекари и санитари, загинали при Плевен, Шипка, Мечка и Пловдив.
В оригиналния си вид паметникът има 8 бронзови венци с диаметър около 80 cm, закрепени вертикално по два в краищата на всяка от стените на постамента. През 1990-те години венците са откъртени и откраднати. Отлети са и са поставени нови венци, които по-късно също са откраднати. Останал е един за модел в ОП „Стара София“. Емблемата, бронзовите венци и четириъгълната плоча с надпис са били изработени в Италия.

## Докторската градина
Устройването на градината е започната от швейцареца Даниел Неф, който от 1882 година е общински градинар на София. По-късно се включва и друг чужденец, австриецът Йохан Келерер, поканен от Фердинанд I за градинар в Княжеската ботаническа градина. Повечето видове са внесени от ботаника проф. Стефан Георгиев, който започва целенасочено работата си в Докторската градина с обявяването ѝ за ботаническа през 1896 година.
В градината се намират различни видове дървета – тришипна гледичия, внесени от Северна Америка, блатен кипарис, гинко, дъб, софора, платан и бяла акация. В градината има оставена и историческа бяла акация. Бялата акация е бил любимият вид на Даниел Неф и дървото представлява символичен паметник посветен на него.

## Галерия
- Докторски паметник
- Докторски паметник, надпис в основата
- Древен саркофаг в Докторската градина
- Лапидариум в Докторската градина